# Cyclurus
Cyclurus è un genere di pesci ossei estinto, appartenente agli amiiformi. Visse tra il Cretaceo superiore e l'Oligocene inferiore (circa 67 - 30 milioni di anni fa) e i suoi resti fossili sono stati ritrovati in Europa, Nordamerica e Asia.

## Descrizione
Questo animale è notevolmente simile all'attuale Amia calva (l'unico rappresentante vivente degli amiiformi) ma se ne differenzia principalmente per le dimensioni solitamente minori e la forma del corpo più fusiforme. Altre differenze tra i due generi includono la struttura della bocca: Amia possiede lunghe fauci armate di denti appuntiti, mentre Cyclurus possedeva grandi quantità di denti molariformi che servivano, con tutta probabilità, a frantumare le prede. La forma del corpo di Cyclurus ricordava quella di un pallone da football americano, e generalmente le dimensioni non superavano gli 80 centimetri di lunghezza.

## Classificazione
Cyclurus venne descritto per la prima volta da Louis Agassiz nel 1843, nel famoso trattato Recherches Sur Les Poissons Fossiles. A questo genere, nel corso degli anni, sono state attribuite numerose specie fossili di amiiformi, provenienti da molti giacimenti europei, nordamericani e asiatici. Sembra che la specie più antica fosse Cyclurus fragosus, i cui resti sono stati ritrovati in Canada e negli Stati Uniti in terreni del Cretaceo superiore (Maastrichtiano). 

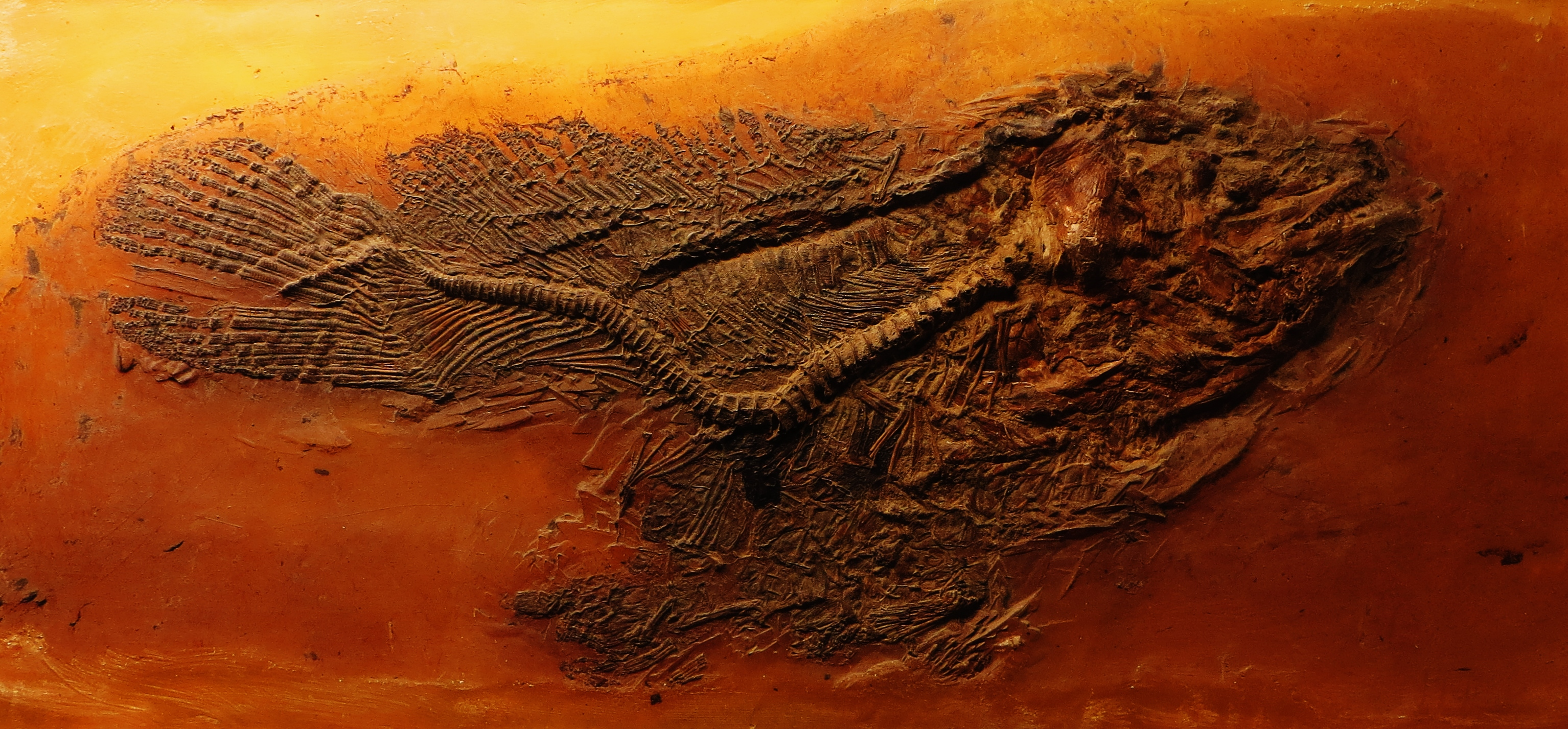
Fossile di Cyclurus kehreri

Nel Paleocene, circa 60 milioni di anni fa, Cyclurus era diffuso in Francia (C. valenciennesi) e in Mongolia (C. efremovi). Nel corso dell'Eocene, Cyclurus andò incontro a una notevole radiazione evolutiva, e sono note specie in Germania (C. kehreri), Repubblica Ceca (C. macrocephalus), Francia (C. ignotus), Stati Uniti (C. gurleyi) e Cina (C. orientalis), per poi subire una drastica riduzione alla fine del periodo. L'ultima specie nota, C. oligocenicus, proviene dall'Oligocene inferiore della Germania. Cyclurus è considerato filogeneticamente uno dei più stretti parenti dell'attuale Amia calva.

## Paleoecologia
Cyclurus era un pesce d'acqua dolce, che probabilmente si nutriva di artropodi e gasteropodi; i denti molariformi servivano a frantumare i gusci di queste creature. La specie Cyclurus gurleyi è stata ritrovata nella formazione di Green River, parte di un sistema di laghi nordamericani eocenici, e condivideva l'habitat con una specie estinta di Amia (A. pattersoni); tuttavia, i due pesci non erano in competizione alimentare. Cyclurus gurleyi è stato rinvenuto in molte delle località in cui si sono trovati i fossili di un altro pesce dai denti molariformi, Masillosteus, con il quale probabilmente condivideva la dieta. Un'altra specie di Cyclurus, C. kehreri, è stata ritrovata nel ben noto giacimento tedesco di Messel, e anche in questo sito sono stati ritrovati fossili di Masillosteus.